# Печатник (чин Русского государства)
Печа́тник — древнейший чин княжеского, великокняжеского и царского двора, возглавлял Печатный приказ на Руси (в России), хранитель Государевой печати, или кому доверяется государственная печать.
Позднее, в России, должность стала именоваться канцлер.

## История
Летописи упоминают о печатниках с первой половины XIII века. Как видно из этих упоминаний, печатники были люди не именитые, одинаково владевшие пером и мечом. Тот же характер сохраняют они и при московских князьях. 
Первоначально старшие из дьяков и опытнейшие в посольских делах носили название печатников. С XVII века в должности печатника являются исключительно дьяки. Около половины XVII века должность печатника слилась с должностью думного дьяка, ведавшего посольский и печатный приказы. Думный дьяк и печатник пишется после ловчих и сокольничих, но впереди других думных дьяков.
В его обязанности входило быть в палате Боярской думы при слушании дела.
У него находились печати:
- Государева печать, которой печатались все грамоты вместо государевой подписи.
- Которой печатались всякие посылаемые грамоты и указы внутри Московского государства.
- Которой печатались всякого чина по заслугам жалованные грамоты на поместья и вотчины[9].

В царских походах и поездках, печатник всегда находился при Государе. При его отъезде, в Москве находился другой печатник при боярах, коим поручалось охрана столицы.
В 1667 году начальником посольского приказа был назначен боярин А. Л. Ордин-Нащокин, при чём ему присвоен был титул «царственныя большия печати и государственных великих посольских дел оберегателя», но его преемники по управлению посольским приказом, кроме А. С. Матвеева и князя В. В. Голицына, титуловались только «оберегателями посольских дел», а граф Ф. А. Головин — первенствующим министром.